# Кузин, Виктор Фёдорович
Ви́ктор Фёдорович Ку́зин (16 апреля 1926, Судогодский уезд, Владимирская губерния — 26 сентября 2024, Пермь, Пермский край, Россия) ― советский и российский живописец. Заслуженный художник Российской Федерации (2008), почётный гражданин города Перми (2010).

## Биография
Виктор Фёдорович Кузин родился 16 апреля 1926 года в селе Селимово, входившем в состав Судогодского уезда (ныне — урочище в Гусь-Хрустальном районе, Владимирской области).
Учился в школе в городе Гусь-Хрустальный, откуда в ноябре 1943 года был призван в армию в 15-й учебный танковый полк. Начиная с августа 1944 года воевал на 1-м Прибалтийском, затем на 3-м Белорусском фронтах наводчиком самоходной артиллерийской установки, командиром отделения СУ-76). Был ранен и в течение длительного времени находился на лечении в разных госпиталях.
В 1946 году продолжил учёбу в 10-м классе школы. В 1952 году, окончив Ивановское художественное училище, приехал в Пермь работать художником-педагогом. Трудился в качестве учителя рисования в школе № 92, а также организовал художественную студию при дворце им. Я. М. Свердлова, которой руководил до 1967 года. В этой студии занимались ежегодно до 200 учеников. Среди них были недавние участники войны, а также рабочие, студенты и школьники. Многие из его учеников впоследствии стали известными живописцами. С Виктором Кузьминым занимались Э. Зарипов, Р. Багаутдинов, братья Заботины, Н. Фомина, И. Лаврова, В. Бушуев, Л. Писчулина, Э. Иодынис, О. Смолина, Ю. Ужегов, С. Тарасова, В. Кадочников, Т. Бусырева, Г. Внутских, Г. Хоменко, Л. Юрчатова Л. и другие.
С 1966 года Виктор Фёдорович являлся членом Союза художников России. В 2008 году ему также было присвоено почётное звание «Заслуженный художник Российской Федерации», а в 2010 году Кузин стал Почётным гражданином города Перми.
Скончался 26 сентября 2024 года на 99-м году жизни в Перми.

## Работы
Множество работ живописца посвящено природе России. Кузин совершил множество поездок на север, в Крым, на Алтай, путешествовал по городам Центральной России. Определённое место в его творчестве занимают и сам город Пермь и природа Пермского края. Ещё одной важной темой его работ является война.
Произведения Виктора Фёдоровича находятся в Пермской государственной художественной галереи, Институте русского искусства (Москва), Чайковской картинной галереи, Березниковском историко-художественном музее, Пермском краеведческом музее, Томском музее изобразительных искусств, Соликамском краеведческом музее, Музее пермской нефти, Картинной галереи города Астаны (Казахстан), а также в частных коллекциях в России и других странах.

## Награды
- Орден Отечественной войны I степени
- Орден Отечественной войны II степени
- Медаль «За взятие Кёнигсберга»
- Медаль «За победу над Германией в Великой Отечественной войне 1941―1945 гг.»
- Медаль «50 лет Вооружённых сил СССР»
- Медаль «Тридцать лет победы в Великой Отечественной войне 1941―1945 гг.»
- Медаль «Сорок лет победы в Великой Отечественной войне 1941―1945 гг.»
- Медаль «50 лет победы в Великой Отечественной войне 1941―1945 гг.»
- Медаль Жукова
- Медаль «60 лет победы в Великой Отечественной войне 1941―1945 гг.»
- Медаль «Ветеран труда»
- Знак «Фронтовик 1941―1945»
- Звание «Заслуженный художник Российской Федерации», 12.06.2008г
- Медаль «65 лет победы в Великой Отечественной войне 1941―1945 гг.»
- Золотая медаль Союза Художников России «Мастерство-духовность-традиции», май 2010 г.
- Звание «Почетный гражданин города Перми», 25.05.2010 г.
- Медаль «70 лет победы в Великой Отечественной войне 1941―1945 гг.»
- Медаль «300 лет Михаилу Васильевичу Ломоносову»[4]